# Rickson Gracie
Rickson Gracie, född 20 november 1958 i Brasilien, är en utövare av Brasiliansk jiu jitsu.  Han är medlem av Graciefamiljen och har svart bälte av nionde graden. Rickson Gracie är son till Helio Gracie, bror till Rorion Gracie och halvbror till Royce och Royler Gracie.
Rickson Gracie har inte gått någon match sedan maj 2000, men öppnade för en eventuell comeback under 2008 i en intervju med Sherdog. Han kan ses i en liten roll i filmen The Incredible Hulk från 2008. 